# خوسيه فرنسيسكو باتشيكو
خوسيه فرنسيسكو باتشيكو (بالبرتغالية: José Pacheco‏) هو كاتب برتغالي، ولد في 1951.